# Oligotrichum afrolaevigatum
Oligotrichum afrolaevigatum är en bladmossart som beskrevs av G. L. Smith 1969. Oligotrichum afrolaevigatum ingår i släktet Oligotrichum och familjen Polytrichaceae. Inga underarter finns listade i Catalogue of Life.